# Democraten 66
Democraten 66 (abgekürzt D66, bis 1985 D'66; ausgesprochen [demokratən zɛsɛnsɛstəx] bzw. [deː zɛsɛnsɛstəx]) ist eine sozialliberale progressive Partei in den Niederlanden. Sie wurde 1966 gegründet, um das etablierte Parteiensystem aufzubrechen, und ist seit 1967 in wechselnder Stärke im Parlament vertreten. Sie war von 2017 bis 2024 an der niederländischen Regierung beteiligt und war dies zuvor schon in den Jahren 1973–1977, 1981–1982, 1994–2002 und 2003–2006. Bei der Parlamentswahl 2023 landete sie mit 6,3 % der Stimmen auf Platz fünf.
Bekannte politische Anführer der frühen Jahre waren der Journalist Hans van Mierlo und der Kinderbuchautor Jan Terlouw. Von 2006 bis 2018 übernahm der Kunsthistoriker Alexander Pechtold den Fraktionsvorsitz, er wurde von Rob Jetten und schließlich von Sigrid Kaag abgelöst. Die Jugendorganisation trägt den Namen Jonge Democraten (JD).

## Geschichte

### Gründung und Zielsetzung in den 1960er-Jahren

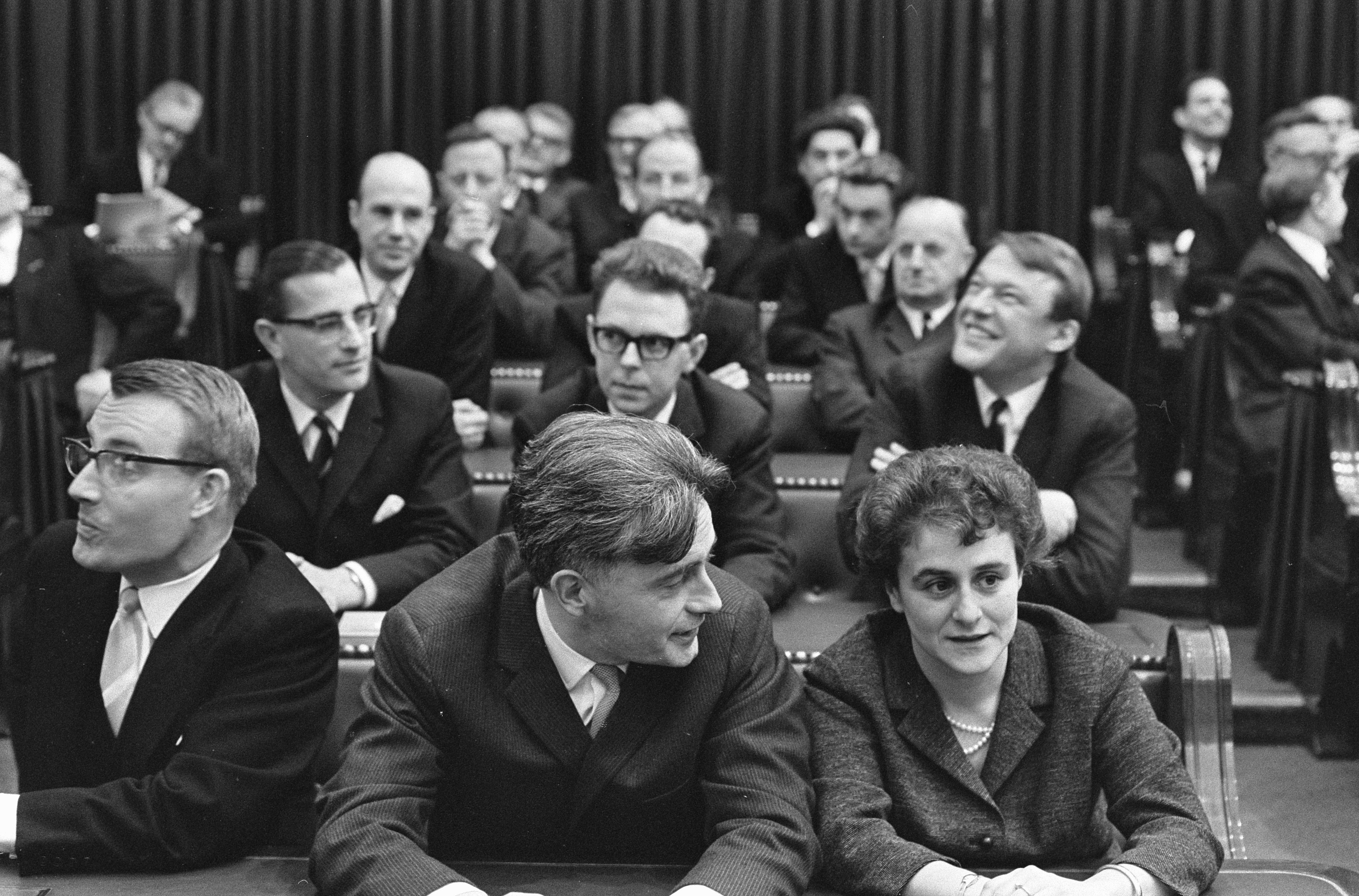
Februar 1967: die erste Fraktion von D66 im niederländischen Parlament. In der ersten Reihe (v. l. n. r.) Minne Dijkstra, Sef Imkamp und Anneke Goudsmit. Hans van Mierlo in der zweiten Reihe rechts.

D66 wurde am 14. Oktober 1966 von einer Gruppe Intellektueller gegründet, als deren wichtigste Person sich bald der Journalist Hans van Mierlo herauskristallisierte, der zweimal als Parteiführer fungierte und auch verschiedene Staatsämter innehatte.
Obwohl die Partei heute weitgehend als sozialliberal eingeordnet wird, entspricht dies nicht ihrem ursprünglichen Selbstbild. D66 war zunächst angetreten, um eine vernünftige Alternative (redelijk alternatief) zu den etablierten politischen Strukturen der Niederlande anzubieten, mehr Transparenz in die öffentliche Diskussion zu bringen und ein höheres Maß an direkter Demokratie zu verwirklichen. Dazu gehörte unter anderem die Forderung nach der Direktwahl von Bürgermeistern und des Ministerpräsidenten sowie die später aufgegebene Idee, das Parteiensystem zu sprengen und eine neue, große „progressive“ Volkspartei zustande zu bringen.
Zunächst wurde also nicht die Gründung einer gewöhnlichen Partei angestrebt. In einer offenen Diskussion sollten unter möglichst breiter Beteiligung der Öffentlichkeit Programm und Organisationsform entwickelt werden. Vorgezogene Neuwahlen verkürzten 1967 diesen Prozess und führten dazu, dass sich D66 früher als geplant an den herkömmlichen politischen Spielregeln orientierte.
Trotz einer Vorlaufzeit von nur wenigen Monaten erzielte D66 bei der Parlamentswahl 1967 auf Anhieb 4,5 Prozent der Stimmen und konnte sieben Abgeordnete in die Zweite Kammer entsenden. Seit diesem Anfangserfolg sind die Democraten kontinuierlich – wenn auch in sehr unterschiedlicher Stärke – im niederländischen Parlament vertreten.

### Linke Regierungsbeteiligung in den 1970er-Jahren

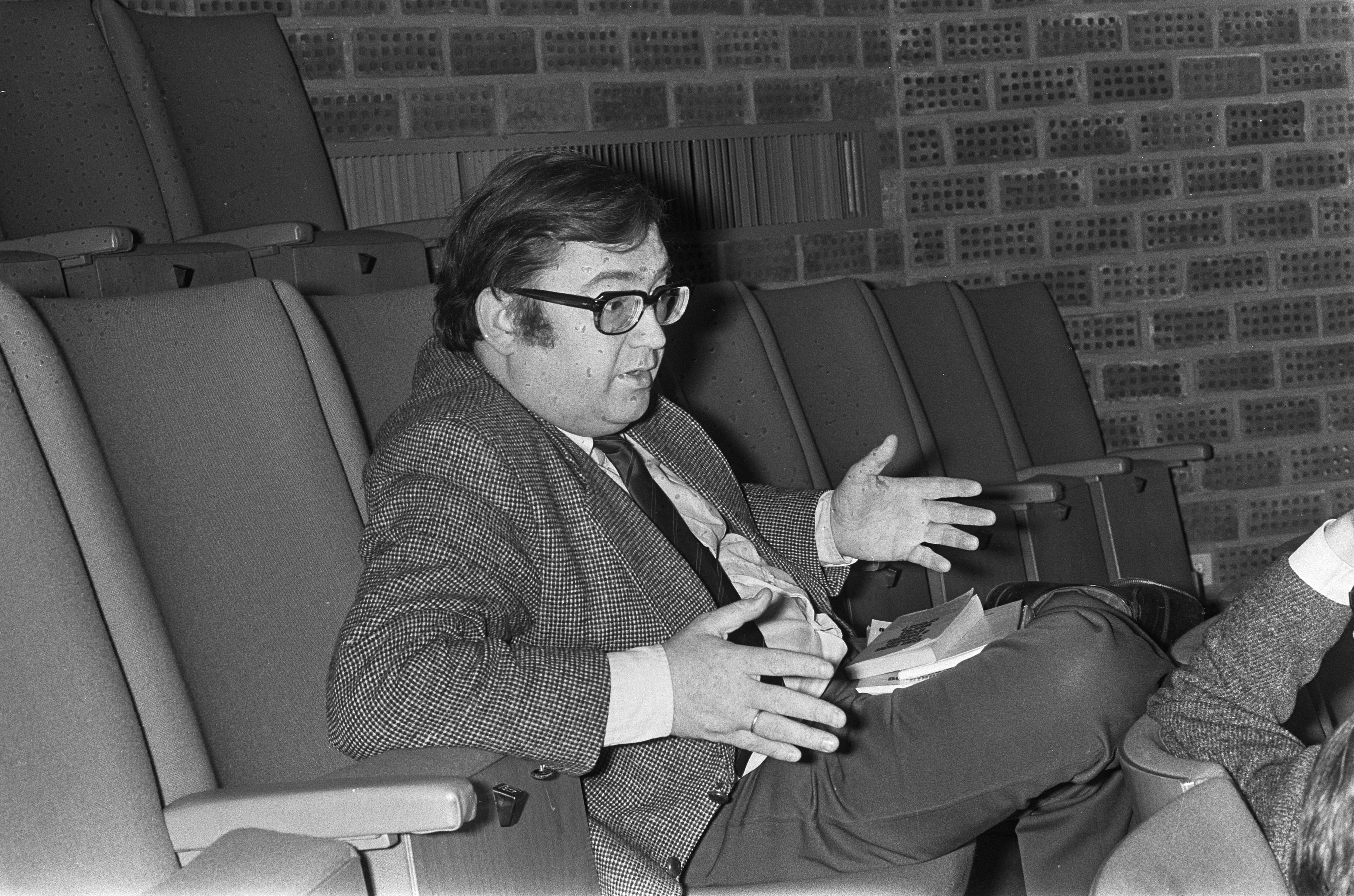
D66-Minister für Wohnungsbau, Hans Gruijters, auf dem Parteitag im März 1974 in Tiel

Die Democraten schlossen sich im Vorfeld der Wahl 1971 dem Progressief Akkoord an, einem Bündnis mit der sozialdemokratischen PvdA und der kurz zuvor gegründeten (christlich-linken) PPR. Dieses Bündnis ging mit der erklärten Absicht in den Wahlkampf, die bis dahin dominierende Rolle der traditionellen drei christlichen Parteien zurückzudrängen. D66 konnte ihren Stimmanteil zwar auf 6,8 Prozent ausbauen und elf Mandate erringen; ihr Wahlbündnis blieb aber weit von der Mehrheit entfernt. Aber auch das nach der Wahl gebildete, christlich geführte Minderheitskabinett scheiterte bald.
Bereits im Jahr 1972 kam es daher erneut zum Urnengang, der schließlich 1973 zur Bildung des Kabinetts den Uyl (PvdA) führte. An dieser ersten mehrheitlich links orientierten Regierung beteiligten sich auch die D66, die bei den Wahlen allerdings mit einem Ergebnis von 4,2 Prozent und sechs Sitzen wieder einen Rückschlag erlitten hatten. Die Regierungsbeteiligung schien der Partei nicht gut zu bekommen: die Umfragewerte sanken und in den eigenen Reihen (die sich lichteten) wurde die Forderung nach Selbstauflösung laut, weil viele D66 an einem Punkt angekommen sahen, der den Ausgangszielen widersprach.

### Auf und ab unter wechselnder Führung

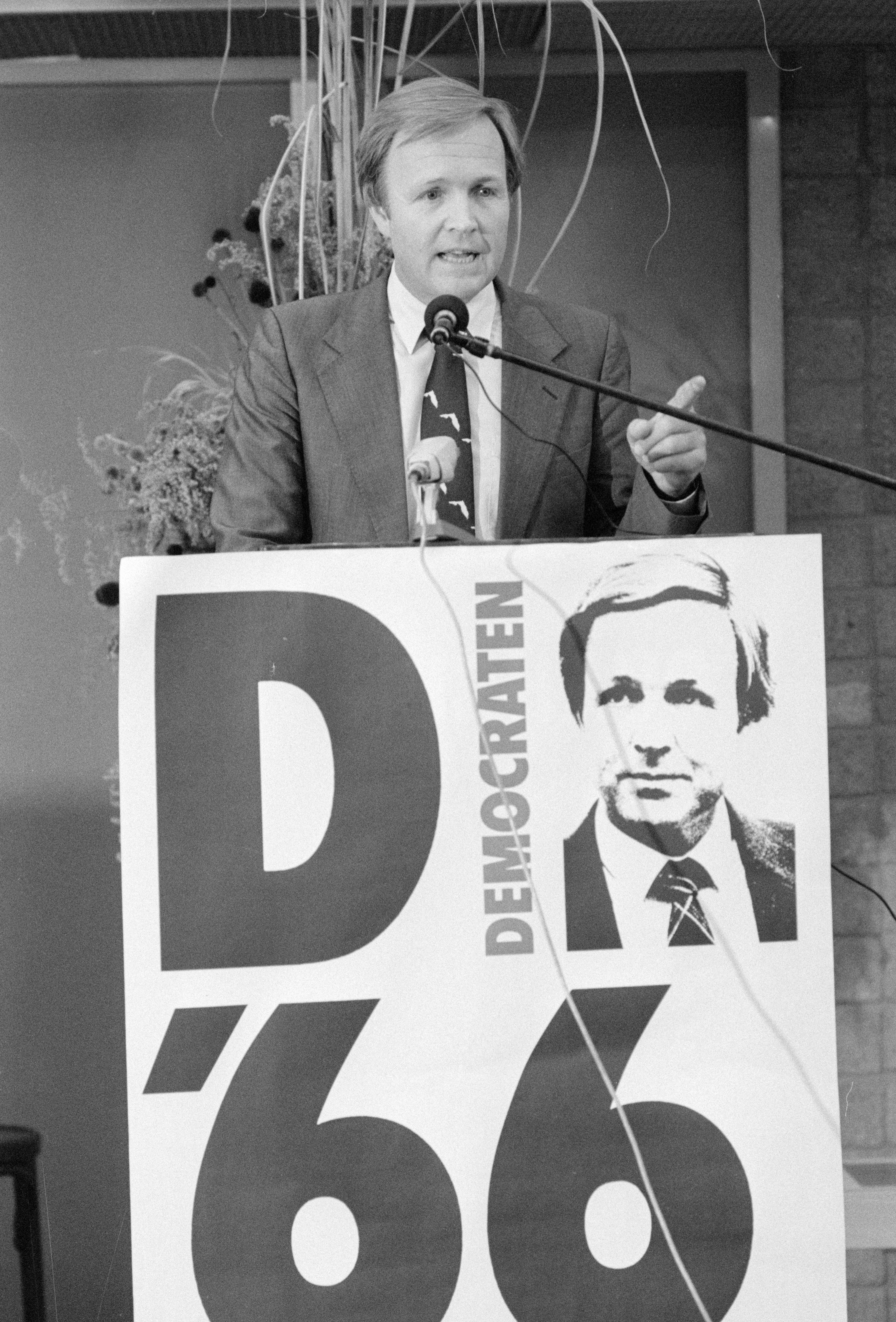
Spitzenkandidat Jan Terlouw 1982

Van Mierlo gab die Parteiführung 1974 ab; unter seinem Nachfolger Jan Terlouw kam es zu einer Neuorientierung, die unter anderem zu einer stärkeren Distanzierung von der PvdA führte. Es gelang D66 in der zweiten Hälfte der 1970er-Jahre vergleichsweise gut, Forderungen der Neuen Sozialen Bewegungen (wie der Umwelt- und Friedensbewegung) aufzunehmen. Das zahlte sich in den nächsten Wahlen aus: 1977 konnte D66 ihr Resultat mit 5,4 Prozent der Stimmen und acht Mandaten wieder leicht verbessern. Bei der ersten Direktwahl des Europäischen Parlaments erhielten die Democraten 9 Prozent der Stimmen und stellten zwei der 25 niederländischen Abgeordneten. Die Parlamentswahl des Jahres 1981 bescherte ihnen das damalige Rekordergebnis von 11,1 Prozent, wodurch sie die Zahl ihrer Abgeordneten auf 17 steigern konnten. Aufgrund des guten Ergebnisses wurde D66 in die Bildung einer großen Koalition aus PvdA und CDA einbezogen und stellte drei der 15 Minister; Jan Terlouw wurde einer der beiden stellvertretenden Ministerpräsidenten.
Als diese Koalition bereits nach einem Jahr wieder auseinanderbrach, bildete der CDA mit den Democraten eine Minderheitsregierung bis zu den Neuwahlen im Herbst 1982. Dies wurde von ihren Wählern nicht honoriert: D66 fiel auf einen Stimmanteil von 4,3 Prozent zurück und verfügte nur noch über sechs Abgeordnete. Obwohl sie nun wieder Oppositionsarbeit leistete, sanken ihre Werte in den folgenden Jahren weiter ab. Bei der Europawahl des Jahres 1984 schied sie aus dem Parlament aus.

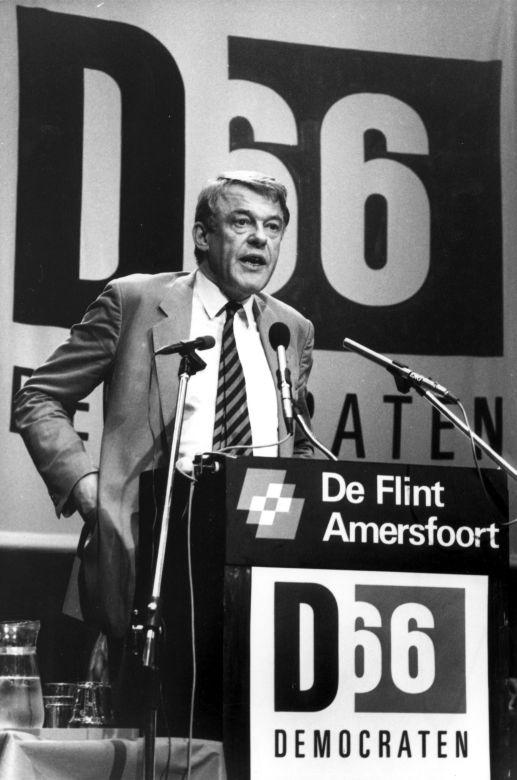
Hans van Mierlo bei einer Parteitagsrede 1985

In dieser kritischen Situation übernahm noch einmal ihr Mitbegründer Hans van Mierlo die Spitzenkandidatur für den Wahlkampf des Jahres 1986. Mit einem Ergebnis von 6,1 Prozent (neun Sitze) wurde der Abwärtstrend gestoppt. Erneut in der Opposition arbeitend konnten die Democraten bei den Wahlen des Jahres 1989 ihre Position weiter ausbauen: 7,9 Prozent der Stimmen bescherten ihnen nun wieder ein Dutzend Abgeordnete.

### „Lila“ Koalition 1994–2002
Die 1990er-Jahre brachten den zunächst weiterhin oppositionellen Democraten ihre bisher besten Wahlergebnisse und ihre längste Beteiligung an einer Regierung. Bei der Parlamentswahl 1994 erhielt die Partei 15,5 Prozent der Stimmen und 24 Sitze. Zum ersten Mal in der Geschichte der Niederlande kam es zur Bildung eines Kabinetts ohne konfessionelle Partei. Die „lila“ Koalition (Mischfarbe aus dem Rot der Sozialdemokraten und dem Blau der Liberalen) bestand aus der PvdA und den beiden liberalen Parteien D66 und VVD unter Ministerpräsident Wim Kok. Im Kabinett stellte D66 vier Minister, van Mierlo wurde Außenminister und stellvertretender Ministerpräsident.
Bei der Wahl 1998 wurde die Koalition gestärkt, was aber nur den beiden anderen Partnern zugutekam: Die Democraten fielen auf neun Prozent der Stimmen zurück und verloren zehn Sitze. Rechnerisch wurden sie nicht mehr für die Mehrheitsbildung benötigt, sie bildeten jedoch weiterhin das Scharnier zwischen Sozialdemokraten und Rechtsliberalen. Sie konnten nur noch drei Ministerposten besetzen; die Spitzenkandidatin Els Borst-Eilers fungierte nun als stellvertretende Ministerpräsidentin und behielt das Ressort Sport und Gesundheit.
Im Mai 1999 kam es zu einer Koalitionskrise, als eine vor allem von D66 angestrebte Verfassungsänderung zur Einführung eines „korrektiven“ Referendums in der Ersten Kammer scheiterte. Einen Teil der mit dem Parteiensystem unzufriedenen Wähler verloren die Democraten bereits in dieser Phase an das erstarkende Bündnis Groen Links, in dem sich linke Christen (EVP und PPR), pazifistische Sozialisten und Altkommunisten wiederfanden.

### Schwere Verluste 2003–2007
In der Wahl 2002 büßten alle drei Regierungsparteien massiv Stimmen ein. D66 fiel auf 5,1 Prozent und sieben Mandate zurück, während die rechtspopulistische Protestpartei Lijst Pim Fortuyn (LPF) aus dem Stand heraus sensationelle 17 Prozent erhielt (sie wurde mit 26 Mandaten zweitstärkste Fraktion). Die Christdemokraten erholten sich wieder und wurden stärkste Kraft. Ihr politischer Führer Jan Peter Balkenende bildete eine Koalition mit rechtsliberaler VVD und der LPF. Bereits ein Jahr später, 2003, wurden Neuwahlen erforderlich, weil Balkenende die LPF nicht länger als regierungsfähig ansah.
Während die LPF etwa zwei Drittel ihrer Wähler verlor, konnte die PvdA die deutlichsten Zugewinne verzeichnen. Stärkste Kraft blieb jedoch der CDA, somit konnte auch Balkenende im Amt bleiben. Er stützte sich nun im Parlament auf eine knappe Mehrheit aus CDA, VVD und D66. Ein Bruch dieser Koalition drohte im Frühjahr 2005, als die besonders auf Betreiben von D66 ins Auge gefasste Direktwahl der Bürgermeister an einer sozialdemokratischen Sperrminorität in der Ersten Kammer scheiterte. Thom de Graaf, D66-Minister für bestuurlijke vernieuwing (etwa: „Staatserneuerung“ oder „Reform der Exekutive“), legte sein Amt nieder und plädierte für einen Austritt seiner Partei aus der Koalition.
Die drei Parteien einigten sich im Paasakkoord („Osterabkommen“) jedoch auf weitere Reformschritte, und ein Sonderparteitag von D66 am 2. April 2005 in Den Haag, der von etwa 2.700 Mitgliedern besucht wurde, sprach sich mit deutlicher Mehrheit für eine Fortsetzung der Koalition aus. Das schlechte Abschneiden der Democraten bei der Kommunalwahl im März 2006, wo sie 2,6 Prozent der Stimmen erhielten und fast die Hälfte ihrer Mandate einbüßten, löste eine erneute Diskussion über den Verbleib in der Regierungskoalition aus. Auf dem Parteitag am 13. Mai 2006 in Zutphen erhielt der Antrag, die Koalition aufzukündigen, wiederum keine Mehrheit. Die Auflösung der Partei, über die im Vorfeld ebenfalls diskutiert wurde, stand nicht auf der Tagesordnung; allerdings gründete eine kleine Gruppe enttäuschter Mitglieder eine neue Organisation mit dem Namen DeZES. Im Juni 2006 wählten die Mitglieder der Partei Alexander Pechtold, der als Nachfolger von Thom de Graaf seit Ende März 2005 Mitglied der Regierung war, zum Spitzenkandidaten für die kommende Parlamentswahl. Er setzte sich dabei knapp gegen die Mitbewerberin Lousewies van der Laan durch, die zu der Zeit als D66-Fraktionsvorsitzende in der Zweiten Kammer fungierte.
Kurz darauf sorgte D66 dafür, dass eher als erwartet ein neues Parlament gewählt werden musste – weil sie nun doch die Regierungskoalition verließ. Sie stimmte mit der linken Opposition für einen Misstrauensantrag gegen Integrationsministerin Rita Verdonk (VVD), die im Zusammenhang mit der umstrittenen Ausbürgerung von Ayaan Hirsi Ali kritisiert wurde. Dieser Antrag wurde jedoch durch eine parlamentarische Mehrheit aus CDA, VVD und kleineren Rechtsparteien abgelehnt. Da Regierungschef Balkenende daraufhin an Verdonk festhielt, erklärten die Minister von D66 ihrerseits ihren Rücktritt und lösten eine Regierungskrise aus, die zu vorgezogenen Wahlen am 22. November führte.
Auf ihrem Herbstkongress am 7. Oktober feierte D66 ihr 40-jähriges Bestehen – dies allerdings vor dem Hintergrund ausgesprochen schlechter Umfrageergebnisse. Bei der Wahl am 22. November 2006 verloren sie abermals Wähler; mit lediglich zwei Prozent der Stimmen fielen sie auf den achten Platz zurück.
Bei den Wahlen zu den Provinziallandtagen am 7. März 2007 kamen die Democraten landesweit auf 2,6 Prozent der Stimmen, was eine leichte Verbesserung gegenüber der Wahl vom Herbst darstellte, andererseits jedoch einen Verlust von rund 2 Prozent gegenüber der Vergleichswahl im Jahr 2003 bedeutete. Infolge dieses Ergebnisses verfügten sie in der neuen Ersten Kammer nur noch über zwei Sitze (statt zuvor drei).

### Konsolidierung seit 2007
In der Folgezeit konnte D66 als Opposition unter Führung von Pechtold ihre Position in der Wählergunst schrittweise wieder ausbauen. Bei der Europawahl am 4. Juni 2009 erreichte sie mit ihrer Spitzenkandidatin Sophie in ’t Veld einen Stimmanteil von 11,3 Prozent (gegenüber 4,2 Prozent im Jahr 2004), konnte dadurch die Zahl ihrer Europaabgeordneten von eins auf drei steigern und erstmals seit 15 Jahren wieder einen deutlichen Wahlerfolg feiern. Dabei gelang es ihr, in einigen Großstädten (darunter Amsterdam und Utrecht) mit Stimmanteilen über zwanzig Prozent stärkste politische Kraft zu werden. Im Laufe des Jahres konnte die Partei ihre Mitgliederzahl um rund fünfzig Prozent steigern und erreichte mit über 18.000 den höchsten Wert in ihrer bisherigen Geschichte.
Der Aufwärtstrend wurde bei den Gemeinderatswahlen am 3. März 2010 bestätigt, als D66 mit einem landesweiten Stimmanteil von 8,1 Prozent ihr Ergebnis von 2006 verdreifachen konnte. Ähnlich wie bei den Europawahlen ließ sie in mehreren Städten (unter anderem Leiden oder Hilversum) mit Werten über zwanzig Prozent alle konkurrierenden Parteien hinter sich.

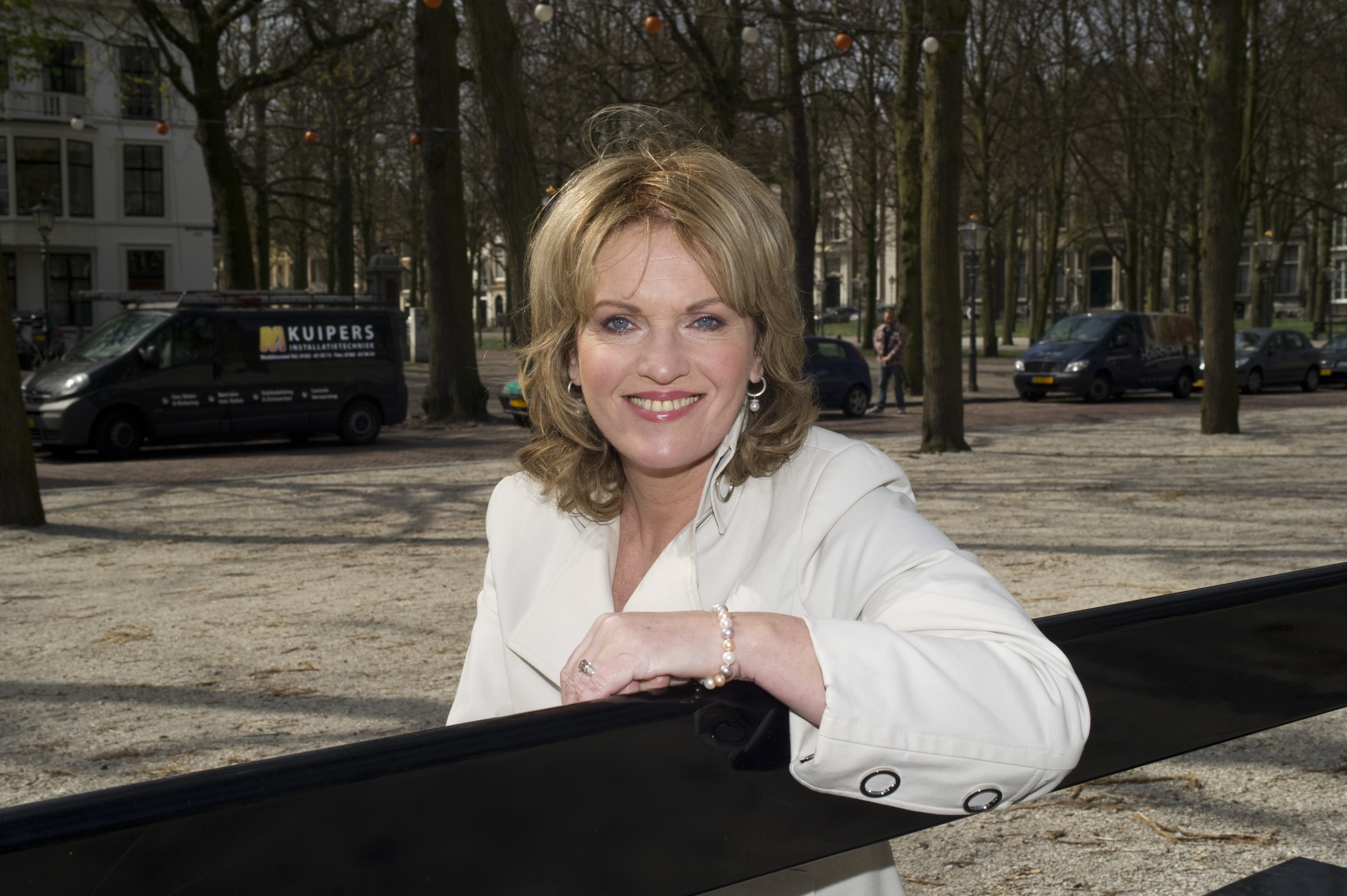
Die TV-Moderatorin Pia Dijkstra wurde 2010 mit Vorzugsstimmen in die Kammer gewählt.

Für die vorgezogene Neuwahl der Zweiten Kammer am 9. Juni 2010 wurde erneut Alexander Pechtold zum Spitzenkandidaten der Partei gewählt. Ihr Programm präsentierten die Democraten unter dem Titel We willen het anders („Wir wollen es anders“). Mit 6,9 Prozent kam die Partei auf einen durchschnittlichen Wert. In der letzten Wahlkampfphase war sie ausdrücklich für eine Koalition paars plus (VVD, PvdA, D66 und GroenLinks) eingetreten, fand sich aber nach der Regierungsbildung in der Opposition zu der von der PVV tolerierten Mitte-rechts-Regierung von VVD und CDA wieder.
Auch bei der Wahl der Provinzparlamente am 2. März 2011 konnte die Partei einen Erfolg verbuchen; mit 8,3 Prozent der Stimmen und daraus resultierenden fünf Sitzen in der Ersten Kammer konnte sie ihr Ergebnis von 2007 in etwa verdreifachen.
Nachdem die von Geert Wilders geführte PVV im April 2012 ihre Zustimmung zu einem Sparpaket der Minderheitsregierung verweigerte, was zum Rücktritt des Kabinetts Rutte I führte, stimmte die Fraktion von D66 gemeinsam mit GroenLinks und ChristenUnie für ein mit VVD und CDA ausgehandeltes Konzept für ein Stabilitätsprogramm. Bei der Parlamentsneuwahl im Herbst 2012 konnte die Partei ihren Stimmanteil auf acht Prozent erhöhen und ein Dutzend Abgeordnete in die Zweite Kammer entsenden. Bei den Gemeinderatswahlen am 19. März 2014 erreichte D66 landesweit einen Stimmanteil von 12,08 Prozent und wurde in zahlreichen Großstädten stärkste Partei, unter anderem auch in Amsterdam, wo es gelang, die Partij van de Arbeid von ihrer jahrzehntelang innegehabten Führungsposition zu verdrängen. In den ersten Meinungsumfragen nach den Kommunalwahlen wurden die Democraten auch auf nationaler Ebene als stärkste Partei gehandelt. Dieser Trend wurde bei der Europawahl am 22. Mai 2014 bestätigt, als D66 mit 15,4 Prozent der Stimmen alle Konkurrenten hinter sich ließ. Bei der Parlamentswahl am 15. März 2017 erzielte die Partei mit einem Stimmanteil von 12,2 Prozent 19 Sitze und war ab dem 26. Oktober mit vier Ministern am Kabinett Rutte III beteiligt, das von einer christlich-liberalen Koalition unter Führung der VVD getragen wurde. Zum Jahresbeginn 2018 erreichte ihre Mitgliederzahl mit 28.820 den bislang höchsten Wert.
In diesem Jahr gab Alexander Pechthold nach zwölf Jahren die Führung der Partei ab und Rob Jetten wurde neuer Fraktionsvorsitzender in der Zweiten Kammer. Als Spitzenkandidatin für die Neuwahl im März 2021 und damit als Führungspersönlichkeit von D66 fungierte jedoch Sigrid Kaag, die zwischen 2017 und 2021 Ministerin für Außenhandel und Entwicklungszusammenarbeit im Kabinett Rutte III war. Das Wahlergebnis von 15,0 Prozent der Stimmen machte D66 erstmals zur zweitstärksten Kraft in der Zweiten Kammer. Innerhalb eines Tages gewann die Partei über 1.000 Mitglieder hinzu und konnte erstmals die Zahl von 30.000 überschreiten. Im Kabinett Rutte IV, das basierend auf einer Koalition von VVD, D66, CDA und ChristenUnie im Januar 2022 vereidigt wurde, amtierte Kaag als Erste Stellvertretende Ministerpräsidentin und Finanzministerin. D66 besetzte drei weitere Ministerien: Bildung, Kultur und Wissenschaft, Verteidigung sowie Gesundheit, Gemeinwohl und Sport. Nachdem die Koalition im Juli 2023 an Fragen der Flüchtlingspolitik zerbrach und das Kabinett seinen Rücktritt erklärte, blieb es angesichts der schwierigen Bildung einer neuen Regierung noch bis zur Mitte des Jahres 2024 geschäftsführend im Amt. Sigrid Kaag jedoch legte Anfang 2024 ihre Regierungsämter nieder, nachdem sie ihren Rückzug aus der nationalen Politik bereits nach dem Bruch der Koalition angekündigt hatte. Rob Jetten übernahm nun die führende Rolle in der Partei und ging für sie als Spitzenkandidat in die vorgezogene Neuwahl am 22. November 2023.

## Position im politischen Spektrum
Die Geschichte von D66 steht für eine Kontinuität, die den meisten Partei-Neugründungen in den Niederlanden versagt blieb. Dennoch konnte sie nicht richtig zu den drei traditionellen Regierungsparteien aufschließen. Konstant über 10 bis 15 Prozent der Wähler erreichten lange Zeit lediglich CDA, PvdA und VVD; diese vertreten noch immer – wenngleich mit Abstrichen – die drei großen weltanschaulichen Lager der christlich orientierten Wähler, der Arbeitnehmer und der eher klassischen Liberalen.
D66 repräsentiert hingegen keine der tragenden „Säulen“ der niederländischen Gesellschaft, war anfangs sogar mit dem Ziel angetreten, den Abbau der Verzuiling voranzutreiben und mehr Offenheit in den politischen Prozess zu bringen. Sie verfügt allerdings nur über eine Stammwählerschaft von höchstens zwei Prozent und muss mit einer relativ großen und sich ständig verändernden Zahl kleinerer Parteien um die ungebundenen Wähler konkurrieren. Teilweise hängen die sehr unterschiedlichen Wahlergebnisse auch damit zusammen, dass D66 für viele Wähler der „Großen Drei“ eine Art Ausweichpartei darstellt, wenn diese mit ihrer eigentlichen Vorzugspartei momentan unzufrieden sind. Nach einer Untersuchung aus dem Jahr 2009 verfügten sie dadurch über ein Potential von rund einem Viertel der Wahlberechtigten.

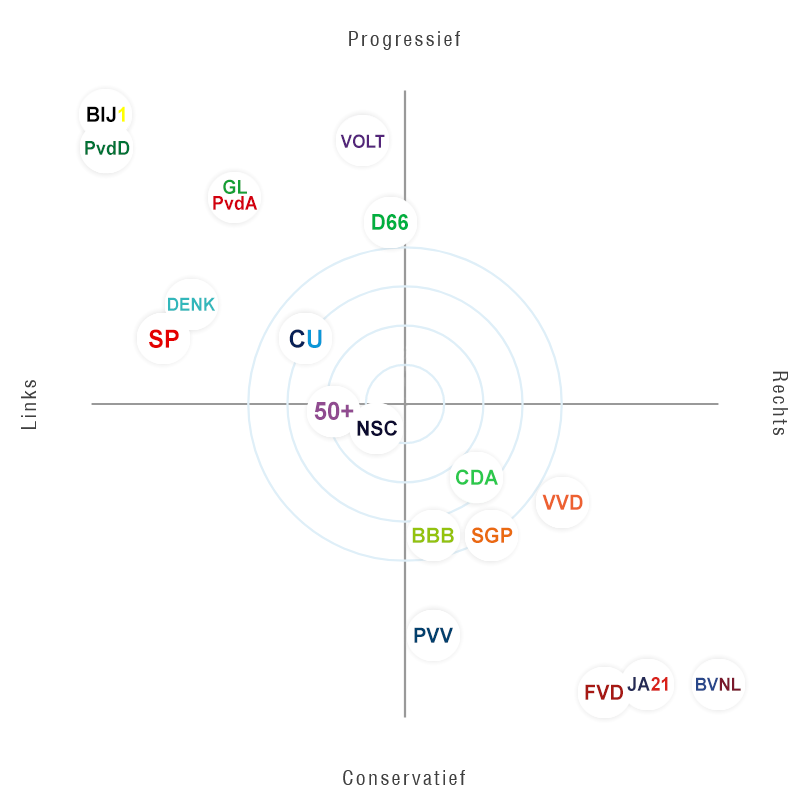
Modell des Parteiensystems der Niederlande (2023), basierend auf dem Konzept des politischen Kompasses. In der sozioökonomischen Dimension befindet sich D66 in einer mittleren Position, in der soziokulturellen im progressiven Spektrum.

Im Gegensatz zu den kleinen Konkurrenten können die Democraten zwar auf eine Reihe von Regierungsbeteiligungen zurückblicken und sind für jede der drei großen Parteien ein denkbarer Koalitionspartner, die Wähler jedoch sehen sie offenbar lieber als Opposition. Denn ihre größten Krisen gehen sicher nicht zufällig mit Regierungsbeteiligungen einher: 1973/74 verloren sie fast ihre ganze Basis und standen kurz vor der Selbstauflösung, 1981/82 büßten sie in gut einem Jahr zwei Drittel ihrer Wähler ein, weil sie mit dem CDA ein Minderheitskabinett bildeten, und ihre langjährige Beteiligung an der „lila“ Koalition 1994 bis 2002 führte auf lange Sicht zu demselben Effekt. Auch in den Jahren von 2003 bis 2006 befanden sie sich in einer kritischen Phase. Auf der Basis ihres bis dato schwächsten Wahlergebnisses beteiligten sie sich an einer Mitte-rechts-Koalition und hatten Mühe, ihr sozialliberales Profil für die Wähler erkennbar zu machen.
Der Ende Juni 2006 vollzogene Rückzug aus dieser Koalition kam als Versuch, sich für die vorzeitigen Neuwahlen im Herbst des Jahres besser zu positionieren, zu spät. In ihrer neuen Oppositionsrolle gelang es ihnen aber ab dem Jahr 2007 mit der Kampagne „Anders ja“ unter Führung von Alexander Pechtold in hohem Maß Wähler und Mitglieder zurückzugewinnen. Im Politieke Barometer des Marktforschungsinstituts Synovate wurde D66 im Mai 2009 als „Partei der Mitte par excellence“ beschrieben, da sie in Umfragen Sympathisanten sowohl von linken als auch von rechten Parteien hinzugewann. Auch bei der Wahl 2010 gewann D66 deutlich hinzu, nach der Wahl 2012 war die Partei in der Zweiten Kammer mit zwölf Abgeordneten vertreten und gelangte bei den Meinungsumfragen im Frühjahr 2014 erstmals in die Position der stärksten Partei. Mit dieser Konsolidierung unter Führung von Pechtold ging eine Professionalisierung der Partei und eine gewisse Verschiebung nach rechts im politischen Spektrum einher.
Der Bedeutungsgewinn von D66 setzte sich bei den Parlamentswahlen 2017 (19 Sitze) fort. Anders als frühere Regierungsbeteiligungen schadete die Teilnahme am Kabinett Rutte III (bürgerliche Koalition mit VVD, CDA und CU) nicht der Popularität von D66. Im Gegenteil steigerten sie sich – unter der neuen Spitzenkandidatin Sigrid Kaag – bei der Wahl 2021 auf 24 Sitze (gleichauf mit dem historischen Bestergebnis von 1994). Damit waren sie zweitstärkste Kraft hinter der VVD, während alle anderen großen Parteien (außer der VVD) Verluste einfuhren. Diese Erfolgsgeschichte endete mit dem Rechtsruck bei der vorgezogenen Neuwahl am 22. November 2023 nach dem Bruch der letzten Mitte-Rechts-Koalition unter Ministerpräsident Rutte. Erstmals wurde die Partei für die Freiheit (PVV) von Geert Wilders stärkste Kraft, während die bisherigen Regierungsparteien unterschiedlich schwere Verluste erlitten und die neu gegründete Partei Nieuw Sociaal Contract (NSC) von Pieter Omtzigt aus dem Stand den vierten Platz erreichte. D66 büßte über die Hälfte der bisherigen Wähler ein und verlor 15 Mandate.

## Wahlergebnisse

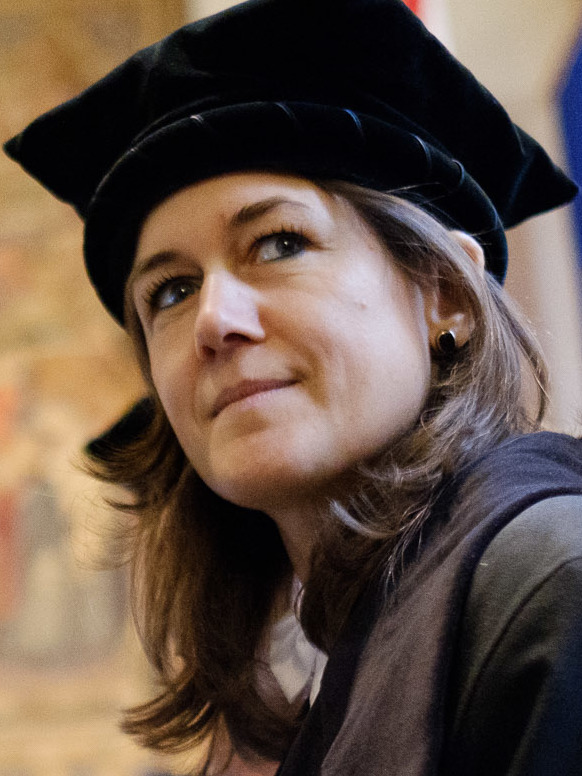
Annelien Bredenoord im Jahr 2018

| Wahl | Stimmen (%) | Mandate  | Angetreten als    |
| ---- | ----------- | -------- | ----------------- |
| 1967 | 4,5         | 7 / 150  | Oppositionspartei |
| 1971 | 6,8         | 11 / 150 | Oppositionspartei |
| 1972 | 4,2         | 6 / 150  | Oppositionspartei |
| 1977 | 5,4         | 8 / 150  | Regierungspartei  |
| 1981 | 11,1        | 17 / 150 | Oppositionspartei |
| 1982 | 4,3         | 6 / 150  | Regierungspartei  |
| 1986 | 6,1         | 9 / 150  | Oppositionspartei |
| 1989 | 7,9         | 12 / 150 | Oppositionspartei |
| 1994 | 15,5        | 24 / 150 | Oppositionspartei |
| 1998 | 9,0         | 14 / 150 | Regierungspartei  |
| 2002 | 5,1         | 7 / 150  | Regierungspartei  |
| 2003 | 4,1         | 6 / 150  | Oppositionspartei |
| 2006 | 2,0         | 3 / 150  | Oppositionspartei |
| 2010 | 6,9         | 10 / 150 | Oppositionspartei |
| 2012 | 8,0         | 12 / 150 | Oppositionspartei |
| 2017 | 12,2        | 19 / 150 | Oppositionspartei |
| 2021 | 15,0        | 24 / 150 | Regierungspartei  |
| 2023 | 6,3         | 9 / 150  | Regierungspartei  |

| Wahl                                                    | Stimmen (%) | Mandate |
| ------------------------------------------------------- | ----------- | ------- |
| 1979                                                    | 9,0         | 2 / 25  |
| 1984                                                    | 2,3         | 0 / 25  |
| 1989                                                    | 6,0         | 1 / 25  |
| 1994                                                    | 11,7        | 4 / 31  |
| 1999                                                    | 5,8         | 2 / 31  |
| 2004                                                    | 4,3         | 1 / 27  |
| 2009 1                                                  | 11,3        | 3 / 25  |
| 2014                                                    | 15,5        | 4 / 26  |
| 2019 2                                                  | 7,1         | 2 / 26  |
| 2024                                                    | 8,4         | 3 / 31  |
| 1 Mandate (seit 2011): 3/26 2 Mandate (seit 2020): 2/29 |             |         |

### Erste Kammer
In der Ersten Kammer verfügt D66 seit der Wahl im Jahr 2023 über fünf Abgeordnete; Fraktionsvorsitzender ist Paul van Meenen.

### Europäisches Parlament
Im Europa-Parlament ist die Partei seit 2024 mit drei Abgeordneten unter Führung von Gerben Jan Gerbrandy vertreten. Sie gehören der Fraktion Renew Europe an.

### Provinzen und Kommunen
Nach der Wahl vom 15. März 2023 schickt D66 32 Abgeordnete in die Parlamente der Provinzen und verfügt seit den Kommunalwahlen vom März 2022 über 620 Vertreter in Gemeinderäten. Mit Stand November 2020 stellt sie 24 Bürgermeister.

## Parteivorsitzende

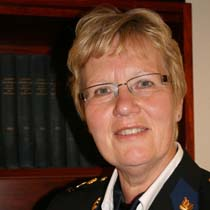
Ehemalige D66-Vorsitzende Letty Demmers

| Hans van Mierlo               | 1966–1967 |
| Derk Ringnalda                | 1967      |
| Hans van Lookeren Campagne    | 1967–1968 |
| Jan Beekmans                  | 1968–1971 |
| Ruby van der Scheer-van Essen | 1971–1973 |
| Jan ten Brink                 | 1973–1976 |
| Jan Glastra van Loon          | 1976–1979 |
| Henk Zeevalking               | 1979–1981 |
| Cees Spigt (interim)          | 1981      |
| Jan van Berkom                | 1981–1982 |
| Jacob Kohnstamm               | 1982–1986 |
| Olga Scheltema (interim)      | 1986      |
| Saskia van der Loo            | 1986–1988 |
| Michel Jager                  | 1988–1990 |
| Ries Jansen                   | 1990–1992 |
| Wim Vrijhoef                  | 1992–1996 |
| Tom Kok                       | 1996–1999 |
| Gerard Schouw                 | 1999–2002 |
| Alexander Pechtold            | 2002–2005 |
| Frank Dales                   | 2005–2007 |
| Ingrid van Engelshoven        | 2007–2013 |
| Fleur Gräper                  | 2013–2015 |
| Letty Demmers                 | 2015–2018 |
| Anne-Marie Spierings          | 2018–2021 |
| Victor Everhardt              | seit 2021 |

## Fraktionsvorsitzende in der Zweiten Kammer
| Hans van Mierlo           | 1967–1973  |
| Jan Terlouw               | 1973–1981  |
| Laurens-Jan Brinkhorst    | 1981–1982  |
| Maarten Engwirda          | 1982–1986  |
| Hans van Mierlo           | 1986–1994  |
| Gerrit-Jan Wolffensperger | 1994–1997  |
| Thom de Graaf             | 1997–1998  |
| Els Borst-Eilers          | 1998       |
| Thom de Graaf             | 1998–2003  |
| Boris Dittrich            | 2003–2006  |
| Lousewies van der Laan    | 2006       |
| Alexander Pechtold        | 2006–2018  |
| Rob Jetten                | 2018–heute |
|                           |            |